# Allons z'enfants
Allons z'enfants is een Franse film van Yves Boisset die werd uitgebracht in 1981.

## Samenvatting
Frankrijk, 1937-1939. De jonge Simon Chalumot, zoon van adjudant Chalumot, een beroepsmilitair, wordt door deze gedwongen een opleiding aan een militaire school voor jongeren te volgen. Simon is antimilitarist in hart en nieren die het militaire keurslijf verafschuwt. Hij weigert zich te voegen naar de bevelen van zijn oversten. Al gauw moet hij hun pesterijen ondergaan en wordt hij het zwarte schaap van zijn regiment. Wanneer de Tweede Wereldoorlog uitbreekt wordt Simon naar het front gestuurd ...

## Rolverdeling
| Acteur                 | Personage                   |
| ---------------------- | --------------------------- |
| Lucas Belvaux          | Simon Chalumot              |
| Jean Carmet            | adjudant Chalumot           |
| Jean-Pierre Aumont     | commandant Félix            |
| Jean-François Stévenin | sergeant Billotet           |
| Jacques Denis          | Brizoulet                   |
| Eve Cotton             | zuster Béatrice             |
| Daniel Mesguich        | kapitein Mourre             |
| Jean-Pol Dubois        | kapitein des Aubelles       |
| Jean-Claude Dreyfus    | kapitein Maryla             |
| Jean-Marc Thibault     | Pradier                     |
| Jean-Pierre Kalfon     | commandant de la Mazardière |
| Serge Moati            | de leraar Frans             |
| Jacques Zanetti        | luitenant Bargueloni        |
| Jacques Debary         | Camparois                   |
| Roger Riffard          | oom Claudius                |
| Henri Poirier          | de gedeputeerde             |
| Bernard Bloch          | adjudant Veillard           |
| Roger Ibanez           | Fernand                     |
| Florence Pernel        | Zezette                     |